# 米塞里约
米塞里约（法語：Misérieux，法語發音：[mizeʁjø]）是法国东部安省的一个市镇，属于布雷斯地区布尔格区。

## 地理
米塞里约（45°58'24"N, 4°48'39"E）面积7.41 平方千米，位于法国奥弗涅-罗讷-阿尔卑斯大区安省，该省份为法国东部省份，北起汝拉省，西北接索恩-卢瓦尔省，西接罗讷省和里昂大都会，南至伊泽尔省，东与萨瓦省、上萨瓦省和瑞士接壤。
与米塞里约接壤的市镇（或旧市镇、城区）包括：福尔芒河畔阿尔斯、弗朗、雷里约、圣厄费米、图雪。

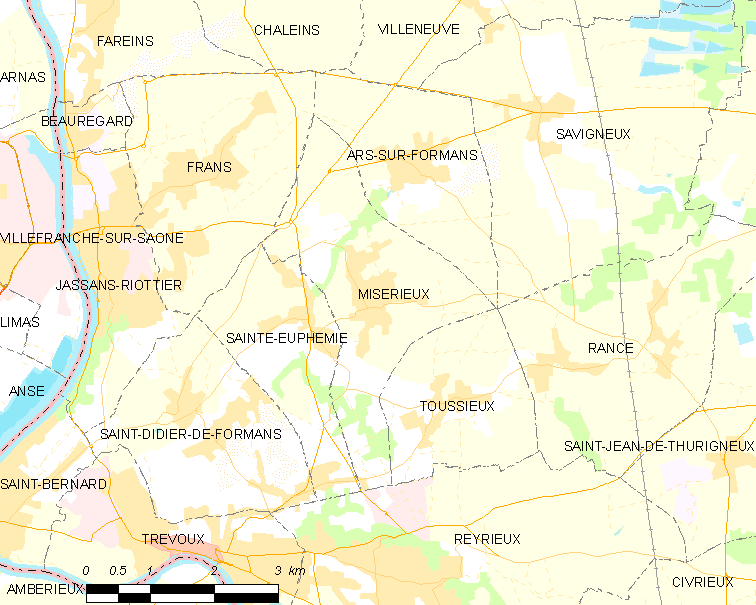
米塞里约的OSM定位图

米塞里约的时区为UTC+01:00、UTC+02:00（夏令时）。

## 行政
米塞里约的邮政编码为01600，INSEE市镇编码为01250。

## 政治
米塞里约所属的省级选区为特雷武县。

## 人口

1962-2008年间米塞里约人口变化图示

米塞里约于2022年1月1日时的人口数量为2010人。